# Ace of Base
Ace of Base este o formație pop suedeză, formată din fratii Linn Berggren, Jonas Berggren,Jenny Berggren și prietenul lor Ulf Ekberg. Ei au vândut  peste 60 de milioane de albume în lumea întreagă. Acest lucru face să fie a treia cea mai de succes formație suedeză din toate timpurile, după ABBA și Roxette.
Albumul lor Happy Nation / The Sign este unul din cele mai bine vândute albume de debut din toate timpurile, și a fost certificat de nouă ori cu platină în Statele Unite. Este primul album de debut cu trei single-uri pe poziția #1 în clasamentul Billboard Mainstream Top 40: "All That She Wants", "The Sign" și "Don't Turn Around".
În urma plecării cântăreței Linn în 2007, formația a susținut o serie de concerte ca trio în Europe și Asia între 2007 și 2009, înainte ca Jenny să dezvăluie în noiembrie 2009 că va părăsi formație definitv pentru a se concentra pe cariera sa solo..In 2015 au lansat albumul Hidden Gems iar în 2020 au lansat cel de-al 6-lea album din cariera "Hidden Gems Vol.2" cu toți cei 4 membrii fondatori ai trupei.

## Realizări
Primul album, Happy Nation, deține recordul mondial Guinnes pentru „Cel mai bine vândut album de debut”.

## Discografie

### Single-uri și albume
| An   | Titlu                       | SUA  | UK  | Canada | Suedia | Brazilia | Danemarca | Norvegia | Finlanda | Germania | Elveția | Austria | Spania | Franța | Olanda | Irlanda | Japonia | Australia | NZ  |
| ---- | --------------------------- | ---- | --- | ------ | ------ | -------- | --------- | -------- | -------- | -------- | ------- | ------- | ------ | ------ | ------ | ------- | ------- | --------- | --- |
| 1993 | "All That She Wants"        | #2   | #1  | #2     | #3     | #1       | #1        | #2       | #1       | #1       | #1      | #1      | #1     | #2     | #4     | #2      | #1      | #1        | #3  |
| 1993 | "Wheel Of Fortune"          | —    | #20 | —      | #3     | #2       | #2        | #1       | —        | #4       | #5      | #6      | #21    | #2     | #5     | #18     | —       | —         | —   |
| 1993 | Happy Nation                | —    | #21 | —      |        | #3       | #1        | #1       | —        | —        | #2      | #3      | —      | —      | #5     | —       | —       | —         | —   |
| 1993 | "Happy Nation"              | —    | #40 | —      | #4     |          | #1        | #1       |          | #7       | #23     | #6      |        | #1     | #5     |         |         | #80       | #22 |
| 1993 | "Waiting for Magic"         | —    | —   | —      | #2     | —        | #4        | —        | #5       | —        | —       | —       | —      | —      | —      | —       | —       | —         | —   |
| 1993 | "The Sign"                  | #1   | #2  | #1     | #2     | #1       | #3        | #5       | —        | #1       | #4      | #3      | #1     | #5     | #3     | #2      | —       | #1        | #1  |
| 1993 | Happy Nation (U.S. Version) | —    | #1  | —      | #3     | #1       | —         | #13      | —        | #1       | #8      | #3      | #5     | #1     | #2     | —       | —       | #9        | #1  |
| 1993 | The Sign                    | #1   | —   | #1     | —      | —        | —         | —        | —        | —        | —       | —       | —      | —      | —      | —       | #3      | —         | —   |
| 1994 | "Don't Turn Around"         | #4   | #5  | #1     | #2     | #2       | #9        | —        | —        | #6       | #14     | #8      | —      | #17    | #7     | #8      | —       | #11       | #8  |
| 1994 | "Living in Danger"          | #20  | #18 | #4     | #15    |          | —         | —        | —        | #24      | #26     | #19     | —      | #36    | #27    | #12     | —       | #30       | —   |
| 1995 | "Lucky Love"                | #30  | #20 | #2     | #1     | #1       | #2        | #12      | #1       | #13      | #19     | #14     | #6     | #9     | #16    | —       | —       | #11       | #12 |
| 1995 | The Bridge                  | #29  | #66 | #13    | #1     | #5       |           | #20      | #2       | #8       | #4      | #10     | #42    | #3     | #17    | —       | #16     | #46       | #28 |
| 1995 | "Beautiful Life"            | #15  | #15 | #1     | #22    | #1       | #2        | —        | #3       | #20      | #33     | #24     | —      | #10    | #27    | #12     | —       | #11       | #44 |
| 1996 | "Never Gonna Say I'm Sorry" | #106 | —   | #53    | #4     |          | #12       | —        | #17      | #44      | —       | #38     | —      | #41    | —      | —       | —       | #79       | —   |
| 1998 | "Life Is a Flower"          | —    | #5  | —      | #5     |          | #2        | #20      | #3       | #20      | #18     | #15     | #7     | #16    | #40    | #19     | —       | —         | #29 |
| 1998 | Flowers                     | —    | #15 | —      | #5     | #6       | —         | #12      | #2       | #3       | #1      | #15     | #38    | #16    | #50    | —       | —       | #217      | —   |
| 1998 | "Cruel Summer"              | #10  | #8  | #5     | #13    |          | #4        | —        | —        | #25      | #21     | #28     | —      | #24    | #55    | —       | —       | #59       | #40 |
| 1998 | Cruel Summer                | #101 | —   | #23    | —      |          | —         | —        | —        | —        | —       | —       | —      | —      | —      | —       | #14     | —         | —   |
| 1998 | "Whenever You're Near Me"   | #76  | —   | #71    | —      | #57      | —         | —        | —        | —        | —       | —       | —      | —      | —      | —       | —       | —         | —   |
| 1998 | "Travel to Romantis"        | —    | —   | —      | —      | —        | #20       | —        | —        | #61      | —       | —       | —      | —      | —      | —       | —       | —         | —   |
| 1998 | "Always Have, Always Will"  | —    | #12 | —      | —      | —        | —         | —        |          | #47      | #29     | #15     |        |        | #78    | #15     | —       | #61       | —   |
| 1999 | "Everytime It Rains"        | —    | #22 | —      | —      | —        | —         | —        | —        | —        | —       | —       | —      | —      | —      | —       | —       | —         | —   |
| 1999 | "C'est La Vie (Always 21)"  | —    | —   | —      | #38    | —        | #10       | —        | #11      | #64      | #100    | —       | #1     | —      | —      | —       | —       | —         | —   |
| 1999 | Singles Of The 90s          | —    | #62 | —      | #36    | —        | —         | #35      | #29      | #21      | #14     | #32     | #24    | #25    | —      | —       | #23     | #244      | —   |
| 2000 | "Hallo Hallo"               | —    | —   | —      | —      | —        | —         | —        | #12      | #99      | —       | —       | #21    | —      | —      | —       | —       | —         | —   |
| 2000 | Greatest Hits               | —    | —   | —      | —      | —        | —         | —        | —        | —        | —       | —       | —      | —      | —      | —       | —       | —         | —   |
| 2002 | "Beautiful Morning"         | —    | —   | —      | #14    | —        | #18       | —        | #20      | #38      | #32     | #47     | —      | —      | —      | —       | —       | —         | —   |
| 2002 | Da Capo                     | —    | —   | —      | #25    | —        | #21       | #40      | —        | #48      | #23     | #61     | —      | —      | —      | —       | #10     | —         | —   |
| 2002 | "The Juvenile"              | —    | —   | —      | —      | —        | —         | —        | —        | #78      | —       | —       | —      | —      | —      | —       | —       | —         | —   |
| 2003 | "Unspeakable"               | —    | —   | —      | #45    | —        | —         | —        | #17      | #97      | —       | —       | —      | —      | —      | —       | —       | —         | —   |
| 2015 | "Hidden Gems Album 2015"    |      |     |        |        |          |           |          |          |          |         |         |        |        |        |         |         |           |     |
| 2020 | Hidden Gems Vol.2 Album     |      |     |        |        |          |           |          |          |          |         |         |        |        |        |         |         |           |     |

### DVD și VHS
- 1994: The Sign (VHS, Region 1)
- 1994: Happy Nation (U.S. Version)  (PAL VHS)
- 2002: Da Capo (DVD, Region 2) (2002) (DVD, Region 2)
- 2003: Ace of Base: Exclusive Fan Edition (DVD)
- 2005: Universal Masters Collection (DVD, All Regions)